# A. L. Erlanger
Abraham "Abe" Lincoln Erlanger, dit A. L. Erlanger (4 mai 1859 - 7 mars 1930) est un producteur de théâtre américain, metteur en scène, designer, propriétaire de théâtre et figure de proue du Theatrical Syndicate (en).

## Biographie
Erlanger est né dans une famille juive,, à Buffalo, New York. Avec son partenaire, l'avocat du Kentucky Marcus Klaw, ils montent une agence de réservation de théâtre à New York en 1888, Klaw & Erlanger. Avec succès, ils bâtissent ensemble une grande chaîne de théâtres et de salles de vaudeville. En 1896, ils s'associent aux opérateurs de théâtre Al Hayman (en), Charles Frohman, Samuel F. Nixon (en) et J. Fred Zimmerman, Sr. (en) pour former le Theatrical Syndicate (en). Florenz Ziegfeld rejoint le Syndicat en 1906, bien qu'il ait déjà produit des pièces pour eux avant de les rejoindre. Klaw and Erlanger ne tarde pas à étendre son réseau de réservation à travers les États-Unis et créée un monopole qui contrôle tous les aspects des contrats et des réservations jusqu'à la fin des années 1910, jusqu'à ce que les frères Shubert parviennent à défaire cette emprise sur l'industrie du théâtre.
Klaw & Erlanger produisent des dizaines de spectacles à Broadway au cours des trois premières décennies du XXe siècle, notamment Dracula (en), Ben-Hur (en), et The Jazz Singer (en). Ils produisent les premières Ziegfeld Follies en 1907 sur le toit du « Jardin de Paris » à New York. Ils construisent plusieurs des théâtres les plus remarquables de Broadway, tels que le New Amsterdam Theatre de style art nouveau en 1903 et en 1927 le  Erlanger's Theatre (rebaptisé St. James) ainsi que le nouveau Erlanger Theatre (en) à Philadelphie. Également en 1927, il louent un théâtre nouvellement construit à Buffalo et le nomment Erlanger. En plus des salles de théâtre, les deux partenaires possèdent la « Klaw & Erlanger Opera Company » et la « Klaw and Erlanger's Costume Company ».

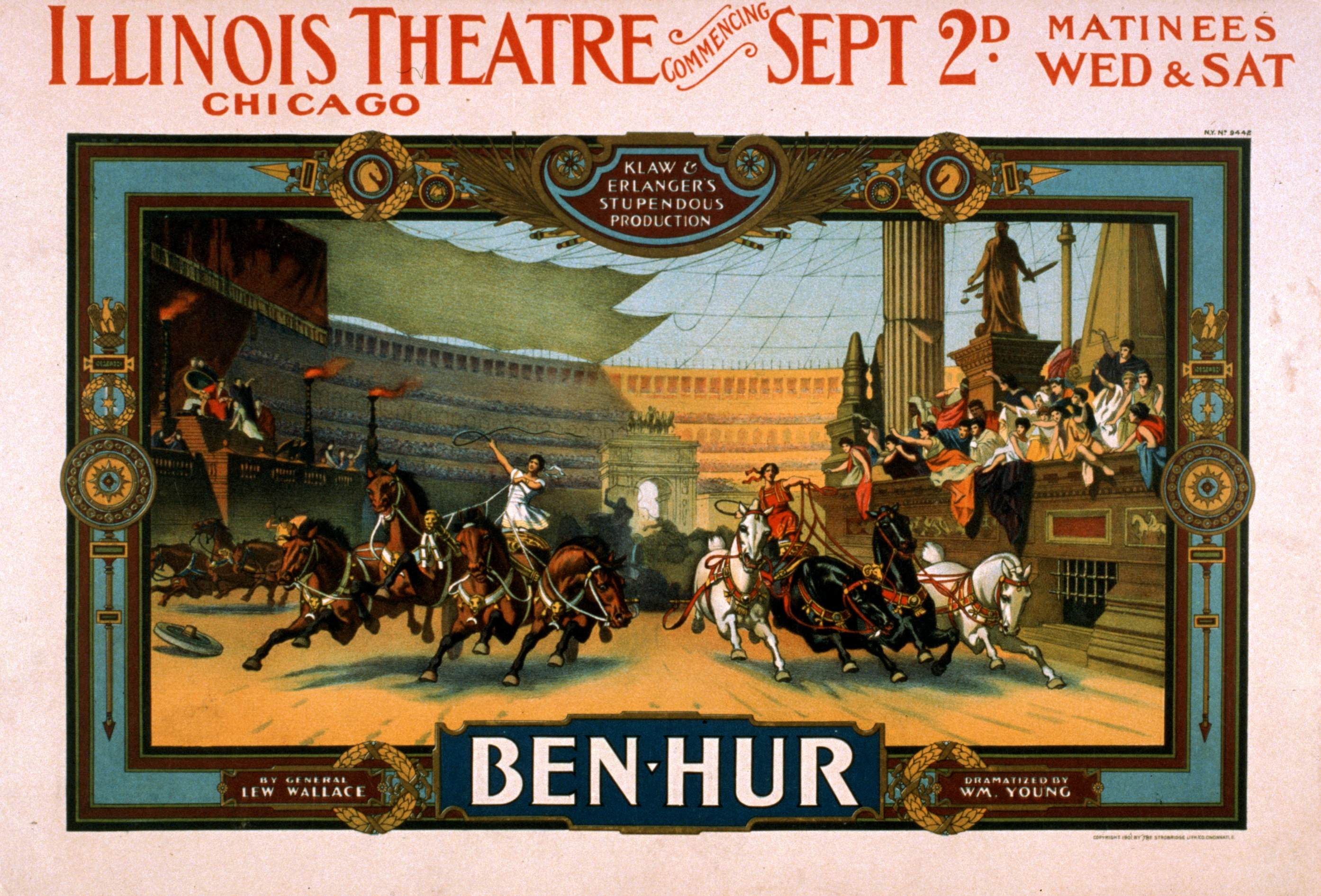
Affiche de 1901 pour la représentation de Ben Hur au Illinois Theatre de Chicago.

Le dédain froid et les tactiques impitoyables d'Erlanger ont contribué à sa chute. Il se met à dos les frères Shubert pour avoir déclaré, après la mort de Sam Shubert dans un accident ferroviaire en 1905, qu'il aurait refusé de respecter tout accord juridique « avec un homme mort ». Furieux, Lee et Jacob Shubert lancent une campagne tous azimuts pour lui arracher sa mainmise sur l'industrie théâtrale. En 1910, il s'attire la colère du maire de New York William Jay Gaynor, lorsque l'un de ses théâtres représente The Girl with the Whooping Cough (en), une farce risquée que le maire condamne comme indécente. En 1919, après avoir rejeté d'emblée les revendications de l'Actors' Equity Association (en), un syndicat professionnel lance une grève qui finit par faire fermer tous les théâtres de New York, Chicago et Boston. Erlanger subit d'importantes pertes financières et n'a in fine d'autre choix que d'accéder aux revendications syndicales.
La grève sonne le glas de son organisation autrefois puissante et Klaw & Erlanger produisent leur dernier spectacle à Broadway en 1919 (The Velvet Lady). Erlanger continue à produire à Broadway. Il décède le 7 mars 1930 et est enterré au cimetière Beth El à Ridgewood, New York.
Le frère d'Erlanger était l'avocat et juge à la Cour suprême de New York Mitchell L. Erlanger (en), qui avait été avocat de l'entreprise de son frère et en a pris la relève après sa mort.

## Anciens théâtres
Les théâtres contrôlés par Erlanger comprenaient :

### Broadway
- Erlanger Theater (New York)
- Fulton Theatre
- Gaiety Theatre
- George M. Cohan's Theatre (en)
- Théâtre Knickerbocker
- Liberty Theatre
- Henry Miller Theater
- New Amsterdam Theatre
  - New Roof Amsterdam

### Régional
- Erlanger Theater (Atlanta)
- Colonial Theatre
- Hollis Street Theater (Boston)
- Theâtre Tremont de Boston
- Erlanger Theater (Buffalo)
- Blackstone Theater (Chicago)
- Erlanger Theater (Chicago)
- Illinois Theater (Chicago)
- Grand Opéra (Cincinnati)
- Biltmore (Los Angeles)
- Mason Theater (Los Angeles)
- Crescent Theater (Nouvelle-Orléans)
- Tulane Theater (Nouvelle-Orléans)
- Erlanger Theater (Philadelphie)
- Nixon Theater (Pittsburgh)
- Metropolitan Theater (Seattle)
- American Theater (Saint-Louis)